# Bulbophyllum ligulifolium
Bulbophyllum ligulifolium là một loài phong lan thuộc chi Bulbophyllum.